# Leucopogon confertus
Leucopogon confertus är en ljungväxtart som beskrevs av George Bentham. Leucopogon confertus ingår i släktet Leucopogon och familjen ljungväxter. Inga underarter finns listade i Catalogue of Life.